# Ann Pettifor
Ann Pettifor (geb. februari 1947) is een Britse econoom die optreedt als adviseur voor overheden en grote organisaties. Haar werk richt zich op het mondiale financiële systeem, de herstructurering van overheidsschulden, internationale financiën en duurzame ontwikkeling. Pettifor is het best bekend voor haar correcte voorspelling, in 2003, van de financiële crisis van 2007–08. Ze was een van de initiatiefnemers van de Jubilee 2000-campagne voor het kwijtschelden van schulden.
Ann Pettifor schreef een reeks artikels en boeken. In 2019 schreef ze The Case for the Green New Deal, waarin ze het concept van de Green New Deal ontwikkelde.
Ze is directeur van Policy Research in Macroeconomics (PRIME), een netwerk van economen die onderzoek voeren naar keynesiaanse monetaire theorieën en beleid, en bestuurder of adviseur bij een verschillende economische denktanks en instituten.